# MySQL Workbench
MySQL Workbench 是一款数据库设计和建模工具，专门为 MySQL 设计。它的前身是 FabForce 公司的 DB Designer 4。

## 现状
第一个版本 (Alpha 版) 发布于 2005 年 12月14日;，版本号为 1.1.10。
MySQL Workbench 有两个版本：MySQL Workbench Community Edition（又叫MySQL Workbench OSS，社区版）和 MySQL Workbench Standard Edition（又叫MySQL Workbench SE，商业版）。MySQL Workbench OSS 是在 GPL 证书下发布的开源社区版本，而 MySQL Workbench SE 则是按年收费的商业版本。

## 发展前景
依照 MySQL 界面团队的说法，MySQL Workbench 将是他们在 2008 年的旗舰产品之一。 